# Columbus (Nebraska)
Columbus is een plaats (city) in de Amerikaanse staat Nebraska, en valt bestuurlijk gezien onder Platte County.

## Demografie
Bij de volkstelling in 2000 werd het aantal inwoners vastgesteld op 20.971. In 2006 is het aantal inwoners door het United States Census Bureau geschat op 21.414, een stijging van 443 (2,1%).

## Geografie
Volgens het United States Census Bureau beslaat de plaats een oppervlakte van 23,7 km², waarvan 23,2 km² land en 0,5 km² water. Columbus ligt op ongeveer 441 m boven zeeniveau.

## Plaatsen in de nabije omgeving
De onderstaande figuur toont nabijgelegen plaatsen in een straal van 24 km rond Columbus.

## Geboren
- Brad William Henke (1966-2022), acteur